# Перший лицар
«Пе́рший ли́цар» (англ. «First Knight») — пригодницький кінофильм за легендами про короля Артура, його дружину Гвіневру і відомого лицаря Ланселота. Фільм отримав рейтинг PG-13.

## Сюжет
Сюжет заснований на легендах про Ланселота.
Ланселот заробляє на життя мечем. Леді Гвіневра, яка їде в Камелот, щоб одружитись з Королем Артуром, викрадена злодієм сером Малагантом, який намагається захопити її землі. На щастя, Ланселот, що був поруч, рятує майбутню королеву. Вони закохуються, але Гвіневра все ще мріє одягнути корону, тому дотримується слова Артура. Друга спроба Малаганта вдаліша — він викрадає Гвіневру. Ланселот, ризикуючи життям виводить її з цитаделі Малаганта. Здіймається війна: у вирішальній битві лицарі Камелота перемагають ворогів, але Малагант захоплює Камелот. В жорстокій битві Артур і Малагант гинуть.

## В ролях
- Шон Коннері — король Артур
- Річард Гір — Ланселот
- Джулія Ормонд — леді Гвіневра Ліонеська
- Бен Кросс — Малаган
- Джон Гілгуд — Освальд
- Ліам Каннінгем — Агравен
- Крістофер Вілльєрс — Кей
- Валентайн Пелка — Патріз
- Колін Маккормак — Мадор
- Алексіс Денісоф — Гахеріс
- Ралф Айнесон — Ральф

## Цікаві факти
- Спочатку на одну з головних ролей хотіли запросити Мела Гібсона.
- Це не перший фільм Шона Коннері поставлений за мотивами легенд про короля Артура і лицарів Круглого столу. В 1984 році Коннері зіграв у фільмі «Меч сміливого. Легенда про сера Гавейна і Зеленого лицаря», де зіграв Зеленого лицаря. Фільм заснований на легенді про сера Гавейна з Артурівського циклу.
- На ранньому етапі розробки проекту до нього був прикріплений Теренс Янг, режисер перших трьох фільмів про Джеймса Бонда. Якщо би його не замінив Закер, це було би перше об'єднання Янга і Коннері за 30 років. Теренс Янг помер у вересні 1994 року.